# S. H. Dudley (Sänger)

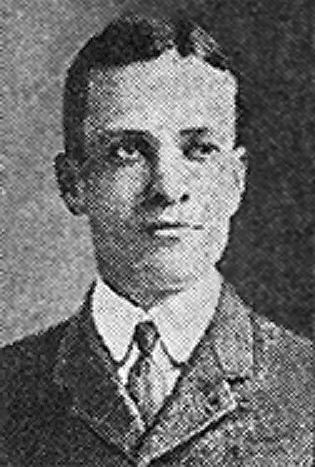
S. H. Dudley

S. H. Dudley, auch Samuel Holland Rous (* 15. Januar 1864 in Greencastle, Indiana; † 6. Juni 1947 in Los Angeles, Kalifornien) war ein US-amerikanischer Sänger (Bariton) und zählt zu den Aufnahmepionieren der frühen Schellackplattenära.

## Biographie
Samuel Holland Rous war der Sohn von John P. Rous (gest. 1917), einem Musik-Professor am Asbury College. Dieser verlor das Gehör und konnte nicht mehr in seinem Beruf arbeiten. Darum musste Samual Holland Rous 13-jährig die Schule verlassen. Ohne je eine Gesangsausbildung gehabt zu haben, schloss sich dieser 20-jährig einer reisenden Operettenkompagnie an und tourte bis Ende der 1880er Jahre mit 34 verschiedenen Truppen (u. a. mit der Grand English Opera Company und der Tavary Grand English Opera Compan) und mehr als 70 Operetten- und Opernproduktionen durch die USA, Kanada und Mexiko, wobei er bald den Bühnennamen S. H. Dudley annahm.
1895 holte ihn sein Freund, der Sänger Steve Porter, für Aufnahmen zur Edison Records, wo er sich bald als Solo-, Duett- und Quartettsänger (zuerst als S. Holland Dudley, dann als S. H. Dudley, auf einigen Aufnahmen mit dem Vogelimitator Joe Belmont auch unter dem Namen Frank Kernell) etablierte. Mit John H. Bieling, Harry Macdonough und William F. Hooley bildete er das Edison Quartet, das unter dem Namen Hayden Quartet auch für Victor Talking Machine Company arbeitete.
1902 wurde er Assistant Director bei Victor und war in dieser Funktion für die Auswahl der aufzunehmenden Stücke (etwa 500 pro Monat), das Engagement und die Betreuung der Sänger, die monatlichen Bulletins und die Öffentlichkeitsarbeit verantwortlich. Von 1912 bis 1919 war er zudem Autor und Herausgeber des Victor Book of Opera und des Victor Catalog, einer alphabetischen Aufstellung sämtlicher Aufnahmen, die Victor Records herausbrachte.
S. H. Dudley heiratete 3. Dezember 1894 in St. Paul, Minnesota die Sopranistin Sofia Romani (eigentlich Sophie Muller; geb. 7. Januar 1865 in Den Haag; gest. 7. Juni 1947 in Los Angeles). Sie starb einen Tag nach ihrem Mann, nachdem sie schon einige Jahre gelähmt war.

## Aufnahmen

### Improved Record
Die erste Aufnahme mit dem Titel Nancy für Eldridge R. Johnson, dem Gründer der Consolidated Talking Machine Company, einem Vorläuferunternehmen der Victor Talking Machine Company, datiert auf den 22. Mai des Jahres 1900. Sie fand ihre Veröffentlichung unter dem Label Improved Record im gleichen Jahr.